# Issa Zongo
Issa Zongo (Abidjan, 27 luglio 1980) è un ex calciatore burkinabè, di ruolo centrocampista.

## Carriera

### Nazionale
Ha debuttato in Nazionale il 25 marzo 2001, in Angola-Burkina Faso (2-0). Ha partecipato, con la Nazionale, alla Coppa d'Africa 2002. Ha collezionato in totale, con la maglia della Nazionale, 6 presenze.

## Palmarès

### Club

#### Competizioni nazionali
- Campionato burkinabé di calcio: 2

ASFA-Yennenga: 2005-2006, 2008-2009
- Coppa del Burkina Faso: 1

ASFA-Yennenga: 2008-2009